# Camogli
Camogli är en fiskeby, turistort, och en kommun. Camogli ligger på Riviera di Levante i  storstadsregionen Genua, innan 2015 provinsen Genova, i regionen i Ligurien i norra Italien. Kommunen hade 5 241 invånare (2018).

## Historia
På sen medeltid var Camogli en betydande hamn. På dess storhetstid bestod dess flotta av hundratals större skepp och den kallades "staden med tusen vita segel". 1798 låg en stor kontingent av Frankrikes flotta under Napoleons i Camogli. Flottan under ledning av François-Paul de Brueys d’Aigalliers besegrades på Nilen av amiral Nelson. Den inflytelserika sjökrigsskolan "Cristoforo Colombo" grundades i Camogli 1874. Den fick sitt namn efter sjöfararen Christopher Columbus från Genua.
År 1880 hade den forna fiskebyn, med sin befolkning på 12 000 personer, 500 registrerade skeppskaptener. Numera lever Camogli huvudsakligen på turism, och den är känd för sina färggranna hus som är belägna vid stranden. Husens färg hjälpte en gång i tiden Camoglis fiskare att hitta hem till sin hamn.

## Vänorter
- Tuningen, Tyskland, sedan 1998
- Carloforte, Italien, sedan 2004